# 纓片達雄
纓片 達雄（おがた たつお、1931年7月30日 - 1997年7月23日）は、日本の俳優、声優。櫻片（桜片）達雄（おうへん たつお）、綏片 達雄と表記されることもある。東京都出身。

## 人物
俳優座養成所2期生。劇団新人会や劇団青年座（客員）、劇団仲間を経てフリーで活動していた。

## 出演

### テレビドラマ
- 鸚鵡と梟（1953年、NHK）
- 幸福への起伏（1953年、NHK）
- やがて蒼空（1955年、NHK）
- 春宵（1959年、NHK）
- 薔薇（1961年、ABC）
- 海霧（1961年、NHK）
- 黒百合城の兄弟（1961年、NHK）
- 刑場（1961年、CBC）
- 白井権八（1962年、NHK）
- 夜の設計（1962年、ABC）
- 雪子の生涯（1962年、ABC）
- 暗穴道（1962年、NHK）
- 眉月の誓い（1962年、NHK）
- 幕末出世物語（1962年、ABC）
- 海の記憶（1962年、NHK）
- 朝霧（1963年、ABC）
- 私考伊賀越（1963年、NHK）
- 牢屋同心（1963年、ABC）
- 事件記者（NHK）
  - 第274回「白い決め手」（1963年）
  - 第298回「神の手」（1964年）
  - 第320回「三十八時間」（1964年）
  - 第383回「なだれ」（1965年）
- 幻の寺（1963年、TBS）
- 大河ドラマ（NHK）
  - 赤穂浪士（1964年）- 片田直十郎
  - 太閤記（1965年）
  - 源義経（1966年）- 比企藤内
  - 新・平家物語（1972年）- 藤原経憲
  - 獅子の時代（1980年）- 大野
  - 峠の群像（1982年）- 林鳳岡
  - 徳川家康（1983年）- 小西行長
- 山河燃ゆ（1984年）
- 開花新商法（1964年、NHK）
- 恋すれば物語（1964年、NHK）
- 髪を売る女（1965年、NHK）[3]
- 栄光の旗（1965年、TBS）
- 新しき明日 石川啄木（1965年、NHK）- 吉井勇
- サラリーマン誕生（1965年、NHK）
- アイウエオ（1968年、NHK）
- 裁きの家（1973年、CX）
- 秘密戦隊ゴレンジャー 第77話「黒い恐怖!!吸血ヘビ女」（1977年、NET）- 典子の父親
- 俺たちの旅 第42話（1975年、NTV）
- 特別機動捜査隊 第749回「女ごころの謎」（1976年、NET）- 佐伯六郎
- 赤い月（1977年、NHK）
- ロボット110番 第11話「ガンちゃん七転び八起き」（1977年、ANB）
- ご存知!女ねずみ小僧 第5話（1977年、CX）- 側近
- 消えた私（1977年、ANB）
- 鳴門秘帖 第15回（1977年、NHK）- 佐野川万作
- 新五捕物帳 第16回（1978年、NTV）
- 特捜最前線 第47回（1978年、ANB）
- 黒衣の天使 殺しは女の商売（1978年、ANB）
- 歴史の涙（1980年、TBS）
- 若き日の北條早雲（1980年、ANB）
- ザ・ハングマン 第7回（1980年、ABC）
- 土曜ワイド劇場「花嫁に手をだすな! わが子は殺人者」（1981年、ANB）※2014年に劇場公開[4]
- 女商一代 やらいでか!（1981年、THK）
- 刑事物語'85 第1回（1985年、NTV）
- 樋口一葉 われは女成りけるものを… 第3回（1985年、NHK）
- 連続テレビ小説 はね駒 第47回（1986年、NHK）
- 飢餓海峡（1988年、CX）
- 忠臣蔵 風の巻・雲の巻（1991年、CX）
- 松本清張作家活動40年記念・球形の荒野（1992年、CX）
- これから 海辺の旅人たち（1993年、CX）

### 映画
- 殺人容疑者（1952年）- 兼田[5]
- 壁あつき部屋（1953年）[6]
- 野口英世の少年時代（1956年）- 英語の先生
- 砂の器（1974年）- 世田谷の外科医

### ラジオドラマ
- 日本沈没（1980年、NHK）- 幸長

### 吹き替え
- 逢びき（アレック〈トレヴァー・ハワード〉）
- 悪の対決（ベン〈ジョン・ペイン〉）
- 甘い生活（ステイナー〈アラン・キュニー〉）
- 賭はなされた（ピエール〈マルセル・パリエロ〉）
- 刑事（イングラヴァーロ警部〈ピエトロ・ジェルミ〉）
- 恋人たち（アンリ〈アラン・キュニー〉）※東京12ch版
- 対決の一瞬（テネシー〈ジョン・ペイン〉）
- 大砂塵（ダンシング・キッド〈スコット・ブレイディ〉）
- 第七のヴェール（ニコラス〈ジェームズ・メイソン〉）
- 追想（フランソワ〈ジャン・ブイーズ〉）
- 抵抗 (レジスタンス) 死刑囚の手記より（フォンテーヌ中尉〈フランソワ・ルテリエ〉）
- パットン大戦車軍団（バーナード・モントゴメリー〈マイケル・ベイツ〉）※日本テレビ旧録版
- パンドラ（ヘンドリック〈ジェームズ・メイソン〉）
- 無頼の谷（フレンチ〈メル・ファーラー〉）
- 魔法の楽弓（ニコロ〈スチュワート・グレンジャー〉）
- ミニヴァー夫人（クレム〈ウォルター・ピジョン〉）
- 野性の女（ショーン〈ジョン・ジャスティン〉）
- 妖婦（ラルフ〈グリフィス・ジョーンズ〉）
- 世にも怪奇な物語（トビー〈テレンス・スタンプ〉）
- ラプソディー（父親〈ルイス・カルハーン〉）
- わが心は君に（ルディ〈デニス・プライス〉）
- 私は告白する（マイケル〈モンゴメリー・クリフト〉）※NHK版
- 私は殺される（ヘンリー〈バート・ランカスター〉）
- エイリアン（ケイン〈ジョン・ハート〉）※LD版
- 引き裂かれたカーテン（マンフレッド教授〈ギュンター・シュトラック〉）※フジテレビ版

### アニメ
- 無敵ロボ トライダーG7（1980年、竹尾道太郎[7]）
- 宇宙戦士バルディオス（1980年、ネルド）